# Willy Fitting
Willy Fitting (født 25. januar 1925, død 26. april 2017) var en schweizisk fægter, som deltog i de olympiske lege 1952 i Helsingfors.
Fitting vandt en bronzemedalje i fægtning under Sommer-OL 1952 i Helsingfors. Han var med på det schweiziske hold som kom på en tredjeplads i holdkonkurrencen i kårde efter Italien og Sverige. De andre på holdet var Otto Rüfenacht, Mario Valota, Oswald Zappelli, Paul Barth og Paul Meister.